# Abby Leach

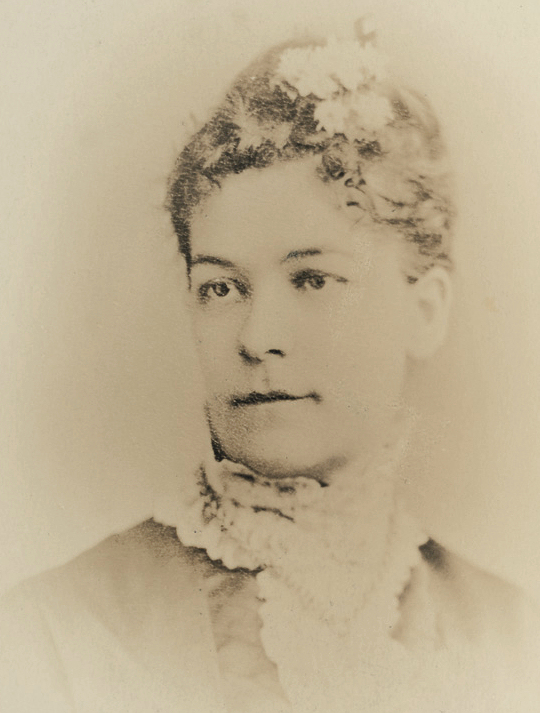
Abby Leach

Abby Leach (* 28. Mai 1855 in Brockton, Massachusetts; † 29. Dezember 1918 in Poughkeepsie, New York) war eine US-amerikanische klassische Philologin und Hochschullehrerin. Sie war die erste Studentin an der Harvard University und lehrte von 1883 bis zu ihrem Tod am Vassar College.

## Leben
Abigail „Abby“ Leach, die Tochter von Marcus (1818–1910) und Eliza Paris Bourne Leach (1824–1887), erhielt in ihrer Jugend eine gute Schulbildung und unterrichtete ab 1872 Griechisch an verschiedenen Schulen: Von 1872 bis 1873 an der Brockton High School, von 1873 bis 1878 am Oread Institute, wo sie 1876 zur Preceptress ernannt wurde. Sie strebte ein Studium an der Harvard University an, an der damals die Immatrikulation von Frauen nicht vorgesehen war. Leach erreichte jedoch 1878, dass sie Vorlesungen bei den Professoren William Watson Goodwin, Francis James Child und James B. Greenough besuchen durfte. Nachdem die Presse auf ihren Fall aufmerksam geworden war, verlangten mehr Frauen nach einem Studium an der Harvard University. Schließlich gründete 1879 der Pädagoge und Bankier Arthur Gilman den Harvard Annex für die akademische Frauenbildung. Aus diesem Harvard Annex entstand später Radcliffe College. Leach setzte ihr Studium bis 1882 fort und unterrichtete nebenbei von 1880 bis 1883 an einer Lateinschule für Mädchen.
1883 erhielt Leach eine akademische Stelle als Griechischlehrerin am Vassar College in Poughkeepsie, wo sie ihr Leben lang tätig war. Dieses College verlieh ihr 1885 ehrenhalber den Bachelor- und Mastergrad (A. B. und A. M.). Von 1886 bis 1887 unternahm Leach ihre erste Bildungsreise nach Europa, bereiste Italien, Sizilien und Griechenland und besuchte Vorlesungen an der Universität Leipzig. Sie kehrte später oft in die Mittelmeerländer zurück und bereiste auch Ägypten. Am Vassar College wurde sie 1888 zum Assistant Professor of Greek ernannt, 1896 zum Professor of Greek.
Als entschiedene Verfechterin der höheren Bildung für Frauen und als akademische Lehrerin war Leach in Fachkreisen sehr angesehen. Von 1888 bis zu ihrem Tod gehörte sie der Leitungskommission der American School of Classical Studies at Athens an (als damals einziges weibliches Mitglied). Im Jahr 1899/1900 war sie Präsidentin der American Philological Association, im Jahr 1900/1901 – als erste Frau – Präsidentin der Association of Collegiate Alumnae. Ihre Publikationen befassten sich vor allem mit Fragen der Hochschulorganisation, der Frauenbildung und der griechischen Geistesgeschichte.

## Schriften (Auswahl)
- The Ideal Curriculum for a Woman’s College. In: Publications of the Association of Collegiate Alumnae. Dezember 1898, S. 17–21
- The Athenian Democracy in the Light of Greek Literature. In: American Journal of Philology. Band 21 (1900), S. 361–377
- Hindrances to the Intellectual Life in College. In: Journal of the American Association of University Women. Februar 1908, S. 76–83
- The Fatalism of the Greeks. In: American Journal of Philology. Band 36 (1915), S. 373–401